# Přírodní park Kašperská vrchovina
Přírodní park Kašperská vrchovina se nachází v severním okolí města Kašperské Hory a navazuje na CHKO Šumava, se kterou má část společné hranice. Nejvyšší vrcholy v přírodním parku jsou Ždánov (1067 m), Sedlo (905 m) s dřevěnou rozhlednou a Zámecký vrch, na kterém stojí hrad Kašperk.

## Maloplošně chráněná území
Na území přírodního parku se nachází maloplošně chráněná území:

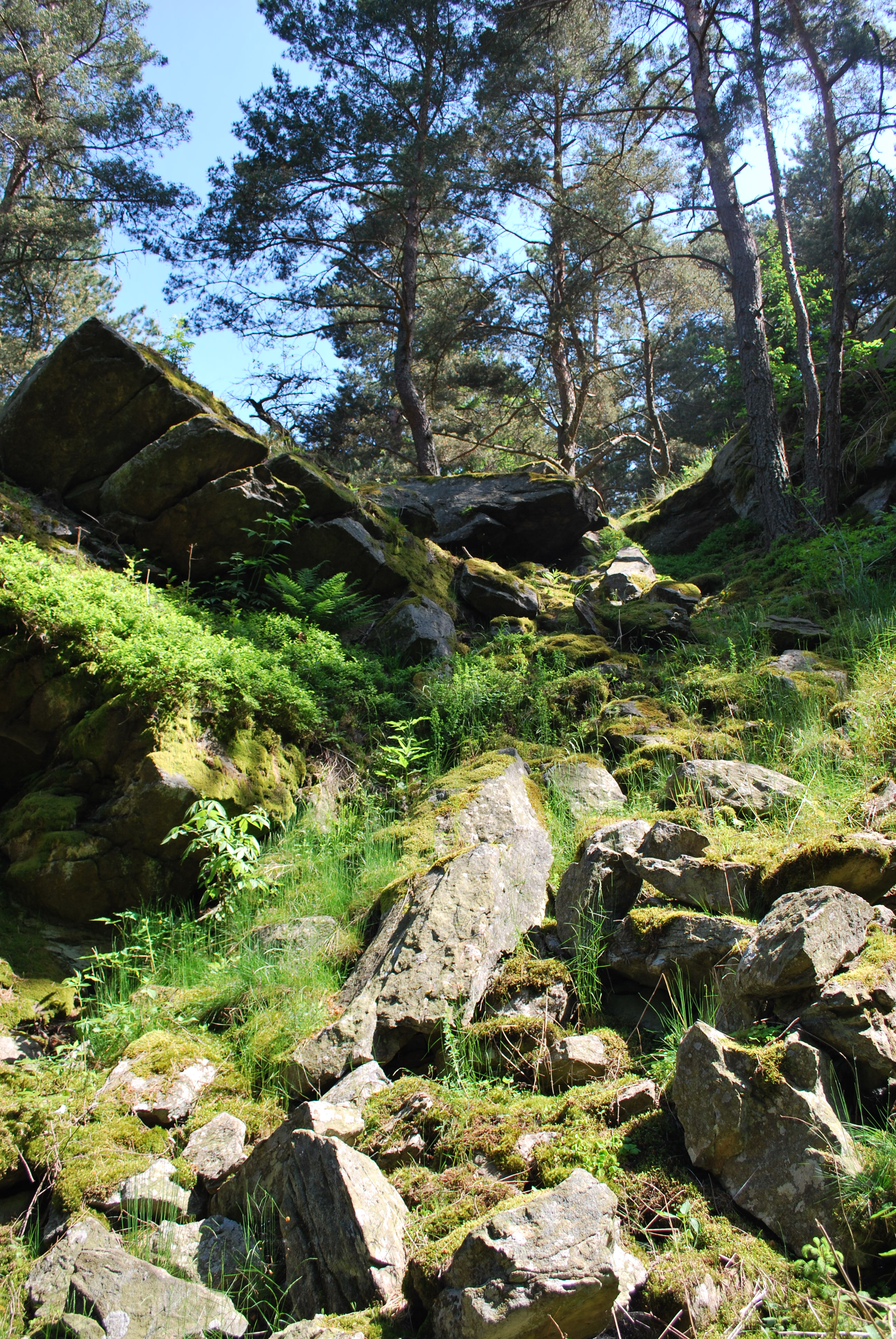
PP Mrazové srázy u Lazen
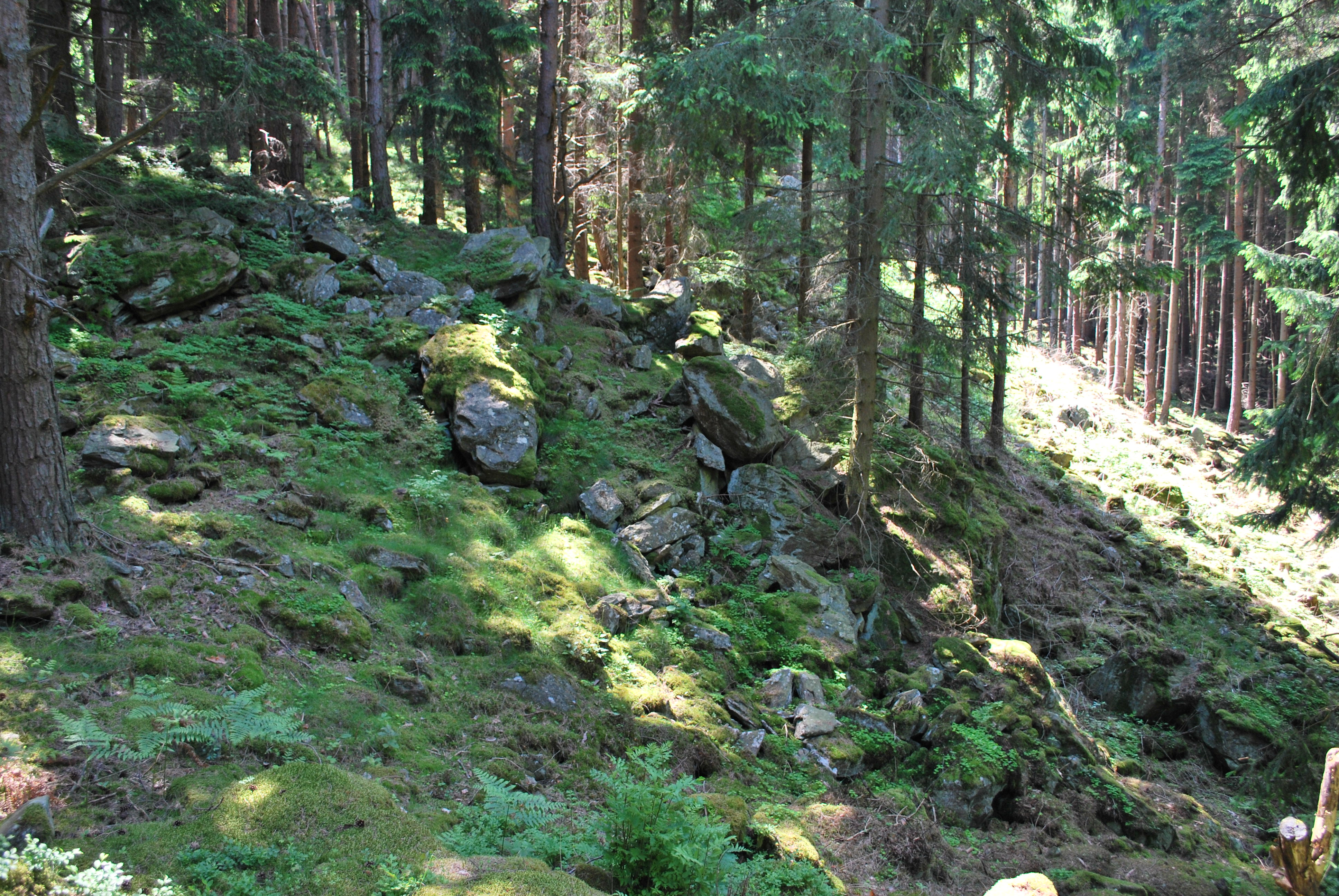
PP Mrazové srázy u Lazen
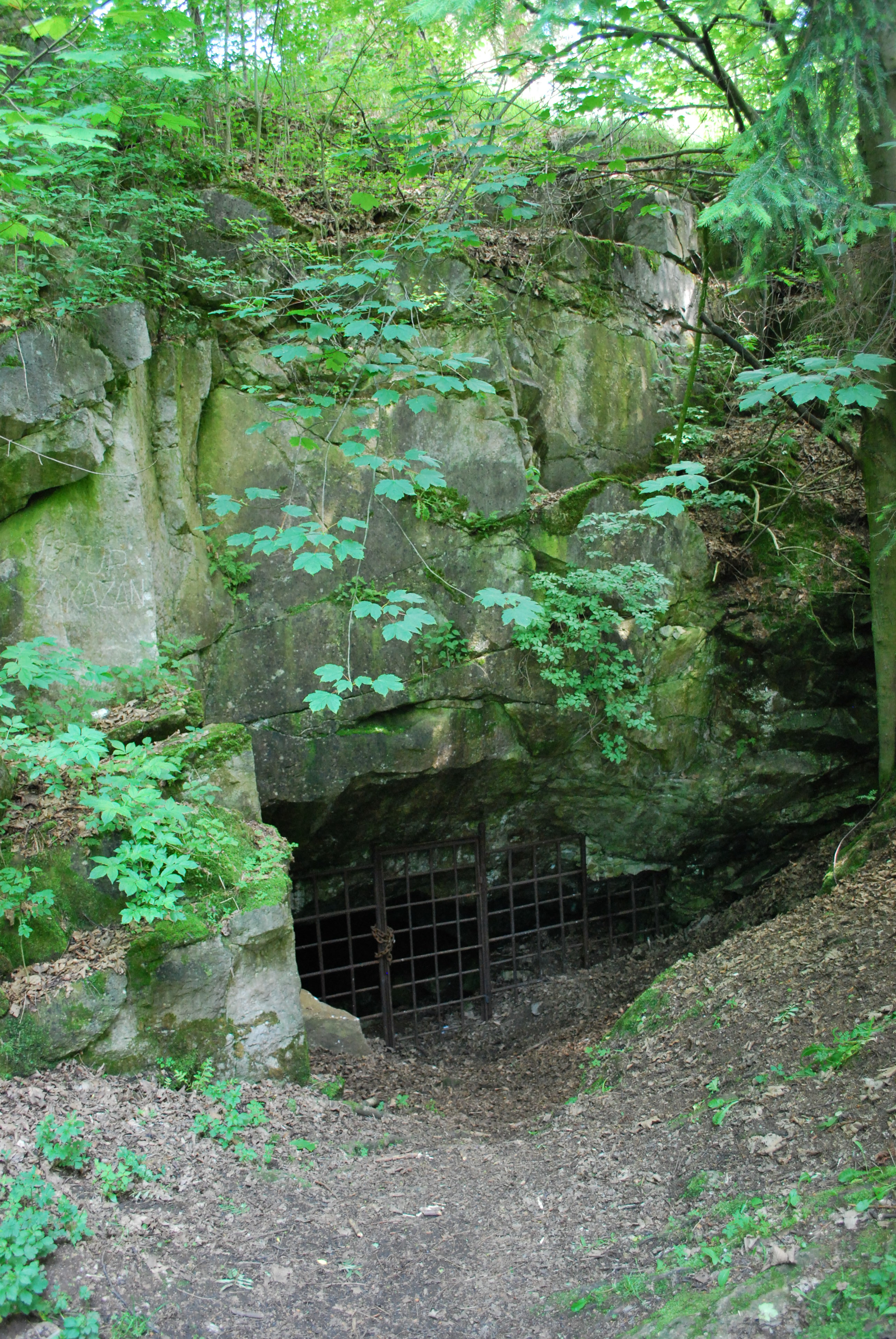
PP Strašínská jeskyně
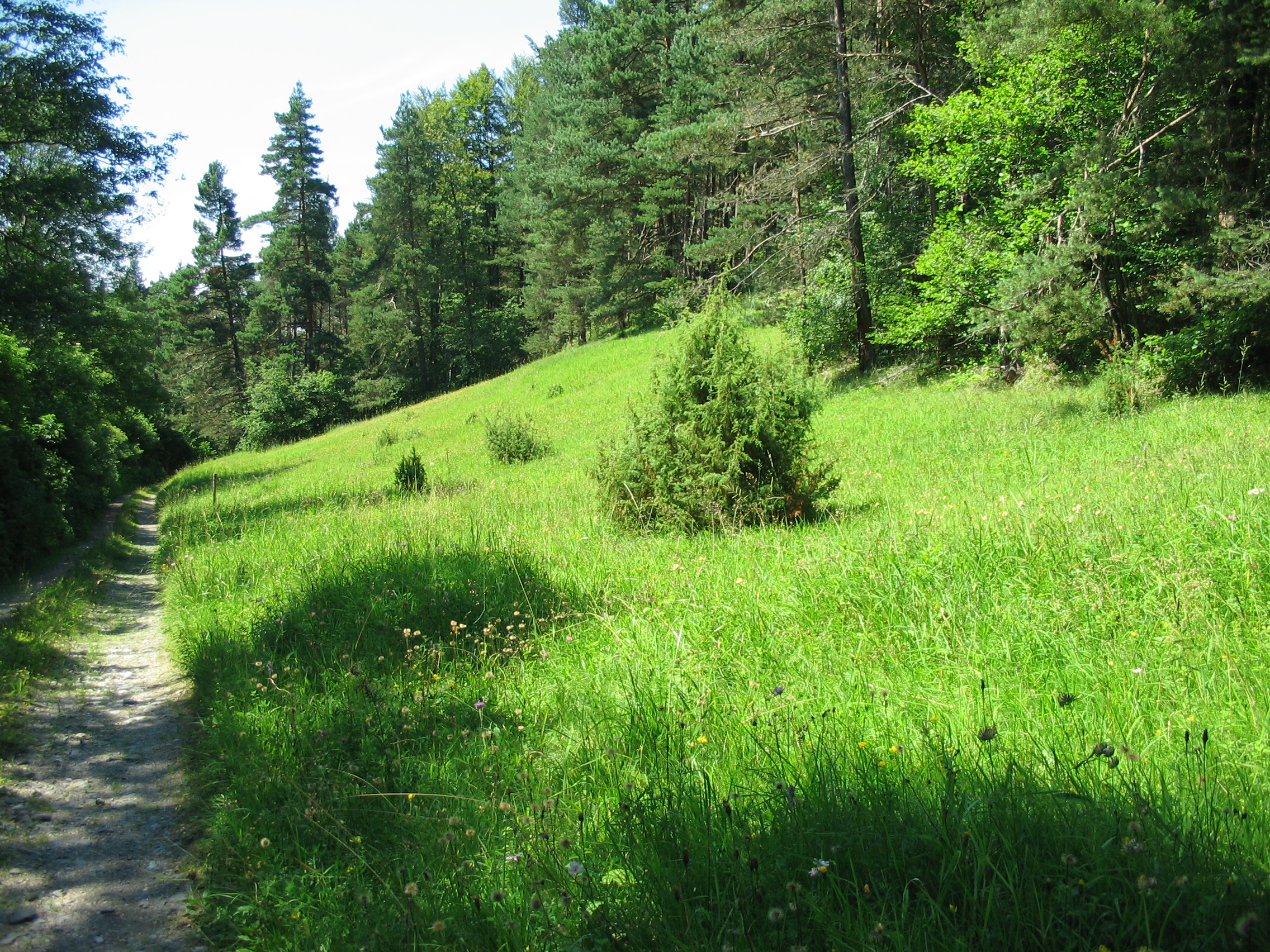
část PR Milčice

- PP Mrazové srázy u Lazen
- PP Mrazové srázy u Lazen
- PP Strašínská jeskyně
- PR Milčice